# Los simuladores (serie de televisión de España)
Los simuladores es una serie de televisión estrenada en 2006 que fue producida por Notro Films, en coproducción con Sony Pictures Television International y emitida en el canal Cuatro. La serie es una versión adaptada de la serie argentina Los simuladores, que se había estrenado unos años antes y de la que se hicieron también adaptaciones en Chile, México y Rusia.

## Sinopsis
La serie está basada en un grupo de cuatro socios que se dedican al negocio de la "simulación", resolviendo los problemas y necesidades de sus clientes mediante lo que ellos denominan "operativos de simulacro" o "simulación" que suelen consistir en engañar a quienes generan los problemas de sus clientes (jefes, criminales, esposas, viudas, comerciantes inescrupulosos, etc.), ayudando así a sus clientes.
Normalmente Los simuladores cobran a sus clientes exactamente el doble del costo de la simulación y comprometen a sus clientes a ayudarlos en futuros operativos de simulación (esto hace que personajes de capítulos anteriores vuelvan a aparecer en capítulos siguientes como actores secundarios en papeles de ayuda a Los simuladores, dando así un sentido de continuidad a la serie). La filosofía del grupo es que a veces lo que es legal no es justo, y otras veces lo que es justo no es legal.
Estos "simuladores" utilizan pequeños recursos, sus misiones son llevadas a cabo a través de su ingenio y la investigación de las personas implicadas en sus misiones. Cada persona que es ayudada además se compromete a ayudarles en futuras simulaciones. Cada capítulo tiene una trama similar comenzando con un prólogo que es una pequeña simulación, para después llevar a cabo la "gran" simulación que es acerca de la que gira el capítulo.
La adaptación española de la serie está producida por Sony Pictures y Notro Films.
Además la serie pudo suponer una revolución en la televisión española al ser la primera que copió claramente el formato de las series estadounidenses, rodada en alta calidad y 16:9, además de la duración estándar de 40 minutos por episodio.[cita requerida]

## Personajes

### Principales
- Jota "Maximo Garrido" (Antonio Garrido): Experto en caracterización. Es el artista. Aporta la magia, el talento, lo singular. Es ocurrente, sorprende con sus ideas y decisiones sobre la marcha. Tiene una gran debilidad por las mujeres lo que le impide mantener relaciones duraderas. Durante los planes es el camaleón: crea personajes, se disfraza y tiende a ser el protagonista de las puestas en escena.
- León (César Vea): Experto en técnica y movilidad. Representa lo técnico, lo expeditivo, lo concreto, lo tangible. No puede prescindir de órdenes o directivas. No hay dilemas morales con él, lo que Santos califica de correcto es correcto, confía absolutamente en él, sin cuestionarse absolutamente nada.
- Santos (Federico D'Elía): Experto en Logística y Planificación. Es el intelectual, la razón, la inteligencia. Es el cerebro del equipo. Guarda cierta distancia tanto con sus compañeros como con los posibles clientes, lo que le permite manejarse con mayor frialdad y lucidez. Es un tipo sofisticado: habla bajo, camina pero nunca corre, sabe de vinos, de música, de pintura, de caballos y habla varios idiomas.
- Medina (Bruno Lastra): Experto en investigación. Se encarga de averiguarlo todo sobre los clientes y sobre las posibles víctimas de los operativos. Es afectivo, sensible, contradictorio. Se involucra afectivamente con todo y con todos. Tiene un sentido de la justicia no sólo racional, sino sentimental. No tiene casa propia, ni familia, ni problemas demasiado concretos.

### Episódicos y secundarios
- Ferrer (Federico Luppi)
- Campos (Abel Folk)
- Paula (Alessia Cartoni)
- Elena (Olivia Mariscal)
- Villalba (Alfonso Bassave)
- Chiva Empleo (Marta Viñas)
- Dr. Echevarría (Manuel Tiedra)
- Chávez (Fernando Carrera)
- Villagrán (Juan Carlos Badillo)
- Velasco (Micky Bugni)
- Pablo (Alberto Jiménez)
- Claudia (Ana Risueño)
- Vendedor (Javier Mejía)
- Dueño (José Albarrán)
- María (Yolanda Ulloa)
- Chica 1 (Luisa Fernández)
- Chica 2 (Carmen Santamaría)
- Hombre gafas (José Ángel Capelo)
- Anciana (Alicia Agut)
- Anciano (Maximiliano Márquez)
- Policía 1 (Andrés Garcí)

## Capítulos

### 1.ª temporada
| N.º en serie | N.º en temp. | Título                | Dirigido por       | Escrito por                                                          | Fecha de emisión original | Audiencia (millones) | Cuota |
| --- | ------------ | --------------------- | ------------------ | -------------------------------------------------------------------- | ------------------------- | -------------------- | ----- |
| 1 | 1            | «Recursos humanos»    | Salvador Calvo     | Roberto Jiménez Capítulo original: Damián Szifron                    | 26 de marzo de 2006       | 1.07                 | 6%    |
| Ferrer, un hombre sesentón que lleva toda su vida trabajando de relaciones públicas en una empresa lechera es despedido y sustituido por un joven que, aunque bien titulado, es más bien algo incompetente. La llegada de los 3 nuevos jefes mexicanos de la compañía es la excusa perfecta de la que se valen “Los simuladores” para hacerles ver que Ferrer es el empleado perfecto y que el joven es un auténtico desastre. Utilizando a una falsa sobrina de Ferrer, que se hace amiga de los 3 jefes, durante una importante fiesta consiguen que su cliente sea contratado de nuevo. En el original: Este episodio corresponde al episodio 3 de la versión original, cuyo título es Seguro de desempleo. La principal diferencia de guion con el original en este capítulo es que, aunque León corresponde al personaje argentino Lampone, el personaje que interpreta Medina en la versión argentina es interpretado por León en la versión española, y el personaje de Lampone es interpretado por Medina en la versión española. |              |                       |                    |                                                                      |                           |                      |       |
| 2 | 2            | «Segunda oportunidad» | José María Caro    | Roberto Jiménez Capítulo original: Damián Szifron                    | 2 de abril de 2006        | 0.97                 | 5,6%  |
| Simulan hacer de Pablo un hombre interesante de nuevo para su mujer. En el terreno laboral vuelven a irle muy bien las cosas y las mujeres lo encuentran irresistible. Cuando, durante un encuentro de la pareja, ambos se ven inmersos en una situación límite provocada por “Los simuladores”, sus reacciones dejarán claro que el amor aún existe entre ellos y que la ruptura no es irreversible. En el original: Este episodio corresponde al episodio 1 de la versión original, cuyo título es Tarjeta de navidad. |              |                       |                    |                                                                      |                           |                      |       |
| 3 | 3            | «Colonoscopia»        | Juan Pablo Lacroze | Jacobo Bergareche Capítulo original: Damián Szifron                  | 9 de abril de 2006        | 0.89                 | 5,5%  |
| Gabriel Fresno, propietario de una papelería, es amenazado por Bernardo Varela, un prestamista de métodos mafiosos, con hacer daño a sus hijos si no paga su deuda a tiempo. Desesperado, tras encontrarse con Pablo, este le aconseja que acuda a los simuladores. Aprovechando que el grupo sanguíneo de Varela es poco común, hacen que acuda por un problema digestivo (provocado por los simuladores) a la clínica del doctor Villa (el cliente del prólogo del capítulo, que es ayudado frente a un fabricante de material médico que le exigía más dinero del correspondiente a la factura real). Allí, tras una ficticia colonoscopia, Jota (como Máximo Garrido) le convence de que debe someterse a una operación urgente. Los ayudantes de Varela logran acceder, junto a Medina y León, al archivo de pacientes y descubren que Gabriel tiene el mismo grupo sanguíneo que Varela (cosa que no es así) y le dicen que cancele la deuda a cambio de su sangre. En el original: Este episodio corresponde al episodio 2 de la versión original, cuyo título es Diagnóstico rectoscópico. Existe cierto anacronismo, porque el cliente de Los simuladores aquí es el que les pone en contacto con Federico Luppi en el primer episodio. Esto tiene sentido según el orden de episodios argentinos, sin embargo en España vemos cómo una persona pasa de conocerlos a no conocerlos y contratarlos. |              |                       |                    |                                                                      |                           |                      |       |
| 4 | 4            | «Acosada»             | José María Caro    | Jacobo Bergareche Capítulo original: Damián Szifron                  | 16 de abril de 2006       | 0.71                 | 4,5%  |
| Alicia, una enfermera de óptica, es acosada por Emilio, un compañero de profesión argentino con el que compartió un congreso de oftalmología y tuvieron un romance ocasional cuando el matrimonio de ésta pasaba por un mal momento. Ahora que Alicia ha recompuesto su vida con su marido, Emilio trata de chantajearla con fotos comprometedoras que arruinarían su matrimonio. El grupo la ayuda a deshacerse de él, haciéndole ser testigo de un doble asesinato en una gasolinera en medio de una red de soborno a jueces y convenciéndolo de que en España no está seguro, finalmente huyendo en taxi hacia el aeropuerto con destino a Bankgok. En el original: Este episodio corresponde al episodio 4 de la versión original, cuyo título es El testigo español. Este es el primer episodio que difiere de la versión argentina, puesto que el primer caso que se resuelve en este episodio es de póquer recibiendo instrucciones de sus secuaces que ven las cartas de los oponentes a través de cámaras ocultas, mientras que en la versión original de Los simuladores ayudan a una persona a saldar una deuda mediante una apuesta que consiste en una competencia de pesca. |              |                       |                    |                                                                      |                           |                      |       |
| 5 | 5            | «El joven simulador»  | Juan Pablo Lacroze | Roberto Jiménez Capítulo original: Damián Szifron                    | 23 de abril de 2006       | 1.16                 | 6,9%  |
| El grupo ayuda a un estudiante de escuela secundaria a aprobar siete exámenes en una semana. En el original:Este episodio corresponde al episodio 5 de la serie original, del mismo nombre. Las diferencias en el guion son mínimas. |              |                       |                    |                                                                      |                           |                      |       |
| 6 | 6            | «Impotente»           | Norberto López     | Roberto Jiménez y José Luis Martín Capítulo original: Damián Szifron | 30 de abril de 2006       | 0.91                 | 7,5%  |
| El grupo ayuda al presidente de una empresa petrolera a recuperar su confianza personal y su rendimiento sexual a pedido de su esposa. En el original: Este episodio corresponde al episodio 6 de la versión original, cuyo título es El pequeño problema del gran hombre. La principal diferencia de guion está en que, mientras en la versión original el protagonista era el supuesto Presidente de la Nación, en esta versión lo protagoniza el presidente de una supuesta importante compañía petrolera. |              |                       |                    |                                                                      |                           |                      |       |

### 2.ª temporada
| N.º en serie | N.º en temp. | Título                       | Dirigido por                        | Escrito por                                                            | Fecha de emisión original | Audiencia (millones) | Cuota |
| --- | ------------ | ---------------------------- | ----------------------------------- | ---------------------------------------------------------------------- | ------------------------- | -------------------- | ----- |
| 7 | 1            | «El atraco»                  | José María Caro                     | Jacobo Bergareche y José Luis Martín Capítulo original: Damián Szifron | 29 de octubre de 2006     | 1.12                 | 6,3%  |
| Mientras evitaban que un director de banco corrupto intentara llevarse dos millones de euros en diamantes para huir del país con ellos ese mismo día, Santos y León son retenidos en un banco por tres atracadores. Junto a ellos hay doce rehenes más, incluidos la cliente de los simuladores (la apoderada) y el propio director. Desde fuera la policía parece tener demasiado interés en utilizar las armas, especialmente el comisario Salamanca y el sargento Vargas (agente corrupto que sirve de enlace de los ladrones, que no son más que simples sustractores de vehículos para desmontarlos y venderlos en Europa del Este), acabando con la vida de uno de los delincuentes y del director; por lo que Los simuladores terminaran ayudando a los otros dos ladrones a escapar de la policía. Jota, haciéndose pasar otra vez por Máximo Garrido, esta vez como oficial del CNI, logra hacerse cargo del operativo, desplazando a la policía municipal y a la prensa. Al final, se ve a Santos visitando la tumba de una mujer. En el original: Este episodio corresponde al episodio 7 de la versión original, cuyo título es Fuera de cálculo. |              |                              |                                     |                                                                        |                           |                      |       |
| 8 | 2            | «Los impresentables»         | José María Caro                     | Roberto Jiménez Capítulo original: Damián Szifron                      | 5 de noviembre de 2006    | 1.17                 | 6,3%  |
| Una chica de familia humilde y de malos modales, de la cual se avergüenza, sale con un chico de familia rica. Los padres del chico invitan a la familia de la chica a una fiesta y estos aceptan. Los simuladores montarán un dispositivo para conseguir que los padres de la chica salgan airosos de la fiesta, se comporten correctamente y caigan bien a todo el mundo. En el original: Este episodio corresponde al episodio 10 de la versión original, del mismo nombre. |              |                              |                                     |                                                                        |                           |                      |       |
| 9 | 3            | «Santos en peligro»          | José María Caro                     | José Luis Martín Capítulo original: Damián Szifron                     | 12 de noviembre de 2006   | 1.04                 | 5,5%  |
| Un abogado llamado Estrada les intenta contratar para que organicen la fuga de su socio, un tal Costa, un constructor que fue condenado a 14 años de prisión por deficiencias en la construcción de dos colegios que costaron la vida a varios niños. Como Santos no acepta el caso, aunque Estrada le dice que su vida corre peligro por los contactos de Costa, es herido y secuestrado por la banda de mafiosos para obligar a sus compañeros a actuar. Pero la cosa se complica por la inesperada aparición de Vargas (capítulo "El atraco"), sin embargo logran volver a encarcelar a Costa junto a Estrada. En el prólogo del capítulo, Nogueira, un gerente de una fábrica, le pide a los simuladores que intenten retrasar una auditoría para poder ingresar a tiempo un dinero que sustrajo de la caja para poder pagar antiguas cuentas. Será el propio Nogueira quien ponga en contacto a Estrada con los simuladores. En el original: Este episodio corresponde al episodio 13 de la versión original, cuyo título es Un trabajo involuntario. |              |                              |                                     |                                                                        |                           |                      |       |
| 10 | 4            | «Reality»                    | Noberto López                       | José Luis Martín y Jacobo Bergareche Capítulo original: Damián Szifron | 19 de noviembre de 2006   | 1.31                 | 7,1%  |
| Márquez es un estafador que se hace pasar por representante de artistas y cobra a personas de origen humilde con la falsa promesa de conseguirles trabajo en la farándula. La hija de Paco es una de las estafadas. Los simuladores, sin Santos, deben acabar con la estafa y recuperar el dinero que este ha obtenido para devolverlo a las víctimas de sus engaños, para ello, se hacen pasar por productores de un concurso de supervivencia, una de las aficiones de Márquez. Convenientemente estimulado, Márquez acaba poniendo sus ahorros en manos de Los simuladores con tal de participar en el programa y aunque esto implique pasar un año aislado en plena naturaleza. En el prólogo, el grupo ayuda a una reputada presentadora contra el "enchufismo" del jefe de su cadena hacia su hija. En el original: Este episodio corresponde al episodio 9 de la versión original, cuyo título es El último héroe |              |                              |                                     |                                                                        |                           |                      |       |
| 11 | 5            | «Contacto»                   | Juan Pablo Lacroze                  | Jacobo Bergareche y José Luis Martín Capítulo original: Damián Szifron | 26 de noviembre de 2006   | 1.27                 | 6,7%  |
| Esteban (interpretado por Juanjo Cucalón), propietario de varios inmuebles, los mantiene en un estado semiruinoso a pesar de las protestas de los vecinos. Nada parece conmover a este hombre para que mejore la calidad de vida de sus inquilinos, ni siquiera los percances que éstos sufren. Para lograr que Esteban cambie de actitud, cumpla sus obligaciones con sus alquilados y rehabilite los edificios de su propiedad, Los simuladores montan un complicado operativo en torno a una agencia espacial para convertir a Esteban, gran apasionado del fenómeno OVNI, en "colaborador" de la agencia, un nombramiento que le impide, entre otras cosas, ser miserable con sus inquilinos. En el original: Este episodio corresponde al episodio 11 de la versión original, cuyo título es El colaborador foráneo. |              |                              |                                     |                                                                        |                           |                      |       |
| 12 | 6            | «Para que tú no llores»      | Norberto López y Juan Pablo Lacroze | Roberto Jiménez Capítulo original: Damián Szifron                      | 3 de diciembre de 2006    | 1.20                 | 6,4%  |
| Irene sufre una profunda depresión. En pocos años Natalia, su única hija, se ha emancipado y su matrimonio se ha venido abajo. Irene no se siente capaz de rehacer su vida y Natalia, aunque teme por su madre, no sabe cómo enfrentarse a un problema que la supera. La vida de Irene parece resquebrajada, excepto en un aspecto que permanece inalterado: su pasión por la música de Antonio Carmona, a quien idolatra. En el original: Este episodio corresponde al episodio 12 de la versión original, cuyo título es Marcela & Paul, en donde la mujer tenía, en este caso, una idolatría por Paul McCartney. |              |                              |                                     |                                                                        |                           |                      |       |
| 13 | 7            | «Operación invierno nuclear» | Juan Pablo Lacroze                  | Roberto Jiménez y José Luis Martín Capítulo original: Damián Szifron   | 10 de diciembre de 2006   | 1.19                 | 6,1%  |
| Sarasola es un reputado abogado y tiene una relación sentimental con una joven de su trabajo. Por ello, se quiere separar de Laura. El problema es que no quiere ser él el quien tome la decisión. Quiere que sea su mujer la que ponga fin al matrimonio. Los simuladores tendrán que montar un dispositivo para conseguir que Laura lo abandone. Para ello recurren a David, un antiguo compañero de facultad de Laura. Ambos comparten una gran afición por el cine negro y Los simuladores los involucrarán en una supuesta trama de intercambio de material radiactivo, fingiéndose agentes de EUROPOL (Oficina Europea de Policía) que solicitan su ayuda para volverles a reunir. En el original: Este episodio corresponde al episodio 8 de la versión original, cuyo título es El pacto Copérnico. |              |                              |                                     |                                                                        |                           |                      |       |
| 14 | 8            | «Vuelve a casa, vuelve»      | Antonio Recio                       | Mª José García Mochales                                                | 17 de diciembre de 2006   | 1.21                 | 6,5%  |
| Marcos y su padre llevan años sin hablarse. Su hermana va a verle para pedirle que ceda y termine con la disputa. Según le cuenta, esta podría ser la última Navidad que pudieran pasar juntos, ya que su padre está gravemente enfermo. Sin embargo, Marcos se niega a claudicar y su hermana se ve en un callejón sin salida. Los simuladores deben lograr que la familia de Marcos se reúna al completo por Navidad y puedan zanjar el conflicto que les distancia. Para ello, intentarán despertar recuerdos en Marcos que le hagan ver lo bien que le educó su padre a pesar de sus errores. En el original: Aunque no está directamente adaptado de uno de los capítulos de la serie original, este capítulo es una versión bastante alterada de una de las dos tramas del episodio 24 y último de la versión original, El final, con un "operativo" completamente diferente. |              |                              |                                     |                                                                        |                           |                      |       |
| 15 | 9            | «La residencia»              | Juan Pablo Lacroze                  | Juan Carlos Blázquez Capítulo original: Damián Szifron                 | 7 de enero de 2007        | 1.19                 | 6,3%  |
| Un anciano que reside en una residencia contrata a Los simuladores para que el dueño de ésta no la venda, ya que esto haría que todos los ancianos no siguieran juntos. Simulan entonces un viaje en el tiempo del dueño, donde han transcurrido cinco años durante los cuales ha estado viviendo y compartiendo con los ancianos en la residencia, después despierta y cree que todo ha sido un sueño y decide no vender la residencia. En el original: Este episodio corresponde al episodio 17 de la versión original, cuyo título es El clan Motul, con una trama que involucraba a vampiros. |              |                              |                                     |                                                                        |                           |                      |       |
| 16 | 10           | «La hija del juez Hurtado»   | Jorge Torregrossa                   | Nacho Cabana y José Luis Martín                                        | 14 de enero de 2007       | 1.20                 | 6,5%  |
| El juez Hurtado no quiere que su hija se case con el hombre que ella ama, un inmigrante negro. Y lo que piensa hacer es expulsarlo del país y este volvería a su país, se separarían y no terminaría su tesis doctoral. Los Simuladores hacen que el juez oficie una boda interrracial a la que su hija y el novio inmigrante asisten. En el original Este episodio corresponde al episodio 19, cuyo título es "Matrimonio mixto" que involucra a una mujer católica con un hombre judío |              |                              |                                     |                                                                        |                           |                      |       |
| 17 | 11           | «Casada con todos»           | —                                   | Clara Pérez Escrivá y José Luis Martín                                 | 21 de enero de 2007       | 1.12                 | 5,9%  |
| Nacho es un joven que tiene un buen trabajo en una inmobiliaria y gana mucho dinero, pero no se ha independizado, y él le saca el dinero a sus padres, que piensan vender la tienda y jubilarse en Cudillero, y tampoco ayuda en casa. Una tía de Nacho, después de ser aconsejada por Patricia ("Reality") contrata a Los simuladores para que esto acabe. En el operativo, los simuladores se aprovechan de su miedo a comprometerse con alguna mujer, y le hacen creer que su última aventura sexual fue la hermana de un poderoso mafioso que ahora quiere casarse con él. |              |                              |                                     |                                                                        |                           |                      |       |

## DVD
El orden de los episodios en los discos del DVD a la venta difiere del orden emisión en España y vuelve al orden argentino, solucionando así el anacronismo en la tercera emisión. Por lo tanto en el DVD el orden episodios es:
- Capítulo 1: Segunda oportunidad.
- Capítulo 2: Colonoscopía.
- Capítulo 3: Recursos humanos.
- Capítulo 4: Acosada.
- Capítulo 5: El joven simulador.
- Capítulo 6: Impotente.

## Versión original
La primera versión de la serie fue estrenada por el canal argentino Telefe en el año de 2002, tuvo 2 temporadas, la primera de 13 episodios y la segunda de 11. Sus protagonistas eran Federico D'Elía, Alejandro Fiore, Diego Peretti y Martín Seefeld
| Predecesor: Medium | Los Simuladores.1.ºT 2006 | Sucesor: Cuatro maneras de acabar con el mundo |

| Predecesor: Caminando con monstruos | Los Simuladores.2.ºT 2007 | Sucesor: Genesis, en la mente del asesino2.ºT |